# Heinade
Heinade – miejscowość  i gmina w Niemczech, w kraju związkowym Dolna Saksonia, w powiecie Holzminden, wchodzi w skład gminy zbiorowej Eschershausen-Stadtoldendorf. Do 31 grudnia 2010 wchodziła w skład gminy zbiorowej Stadtoldendorf.